# Río Tictoc
Río Tictoc är ett vattendrag i Chile.   Det ligger i regionen Región de Los Lagos, i den södra delen av landet, 1 200 km söder om huvudstaden Santiago de Chile.
I omgivningarna runt Río Tictoc växer i huvudsak blandskog. Trakten runt Río Tictoc är nära nog obefolkad, med mindre än två invånare per kvadratkilometer.